# Sandy (nome)
Sandy  è un nome proprio di persona inglese maschile e femminile.

## Varianti
- Femminili: Sandie[1]

## Origine e diffusione
Si è originato come ipocoristico di Alexander; al femminile, costituisce una forma tronca di Alexandra o Sandra.
Coincide inoltre con il termine inglese sandy, che significa "sabbioso". Il nome è stato usato per Sandy, un ciclone tropicale che ha colpito il Nordamerica a fine 2012.

## Onomastico
L'onomastico può essere festeggiato lo stesso giorno dei nomi Alessandro e Alessandra.

## Persone

### Femminile
- Sandy, cantante egiziana
- Sandy Adams, politica statunitense

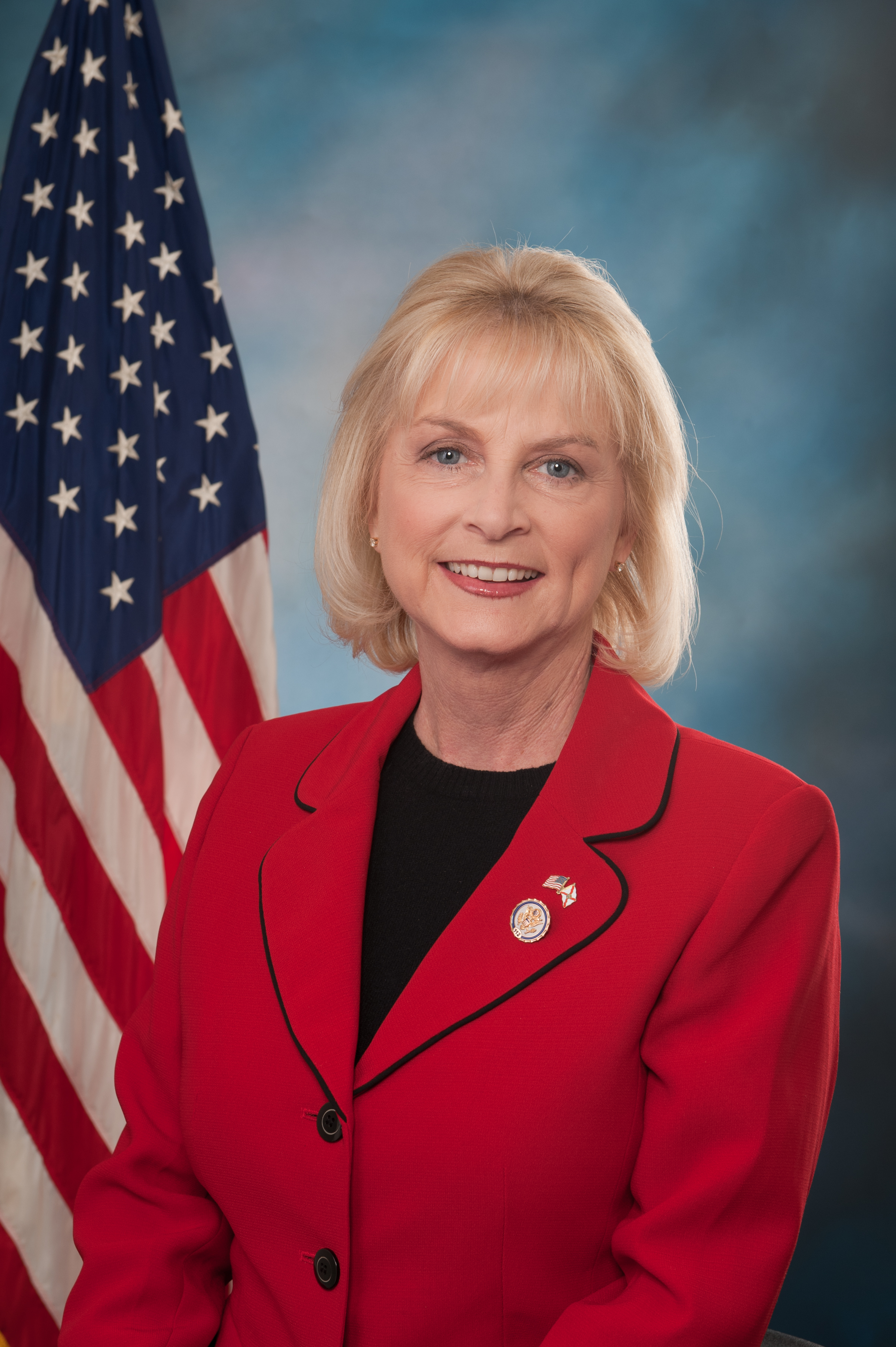
Sandy Adams

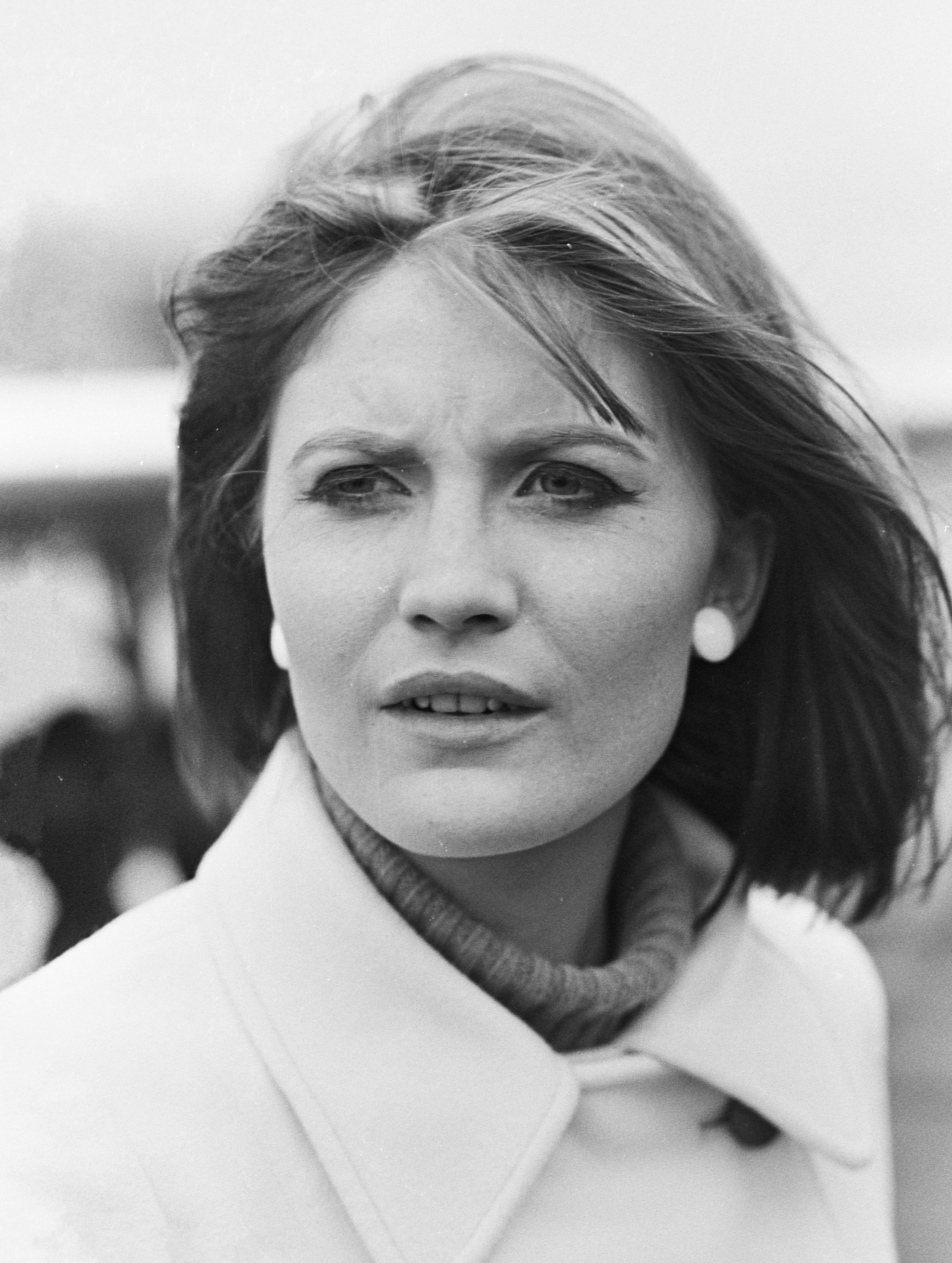
Sandie Shaw

- Sandy Altermatt, conduttrice televisiva, conduttrice radiofonica e giornalista svizzera
- Sandy Brondello, cestista e allenatrice di pallacanestro australiana
- Sandy Chambers, cantante inglese
- Sandy Dennis, attrice statunitense
- Sandy Denny, cantautrice britannica
- Sandy Duncan, attrice, cantante e ballerina statunitense
- Sandy Faison, attrice e cantante statunitense
- Sandy Lam, cantante, attrice e ballerina cinese
- Sandy Mölling, cantante tedesca
- Sandy Müller, cantante brasiliana
- Sandy Powell, costumista britannica
- Sandy Skoglund, scultrice, fotografa e installation artist statunitense
- Sandy West, cantautrice e batterista statunitense

### Variante femminile Sandie
- Sandie Richards, atleta giamaicana
- Sandie Shaw, cantante britannica

### Maschile

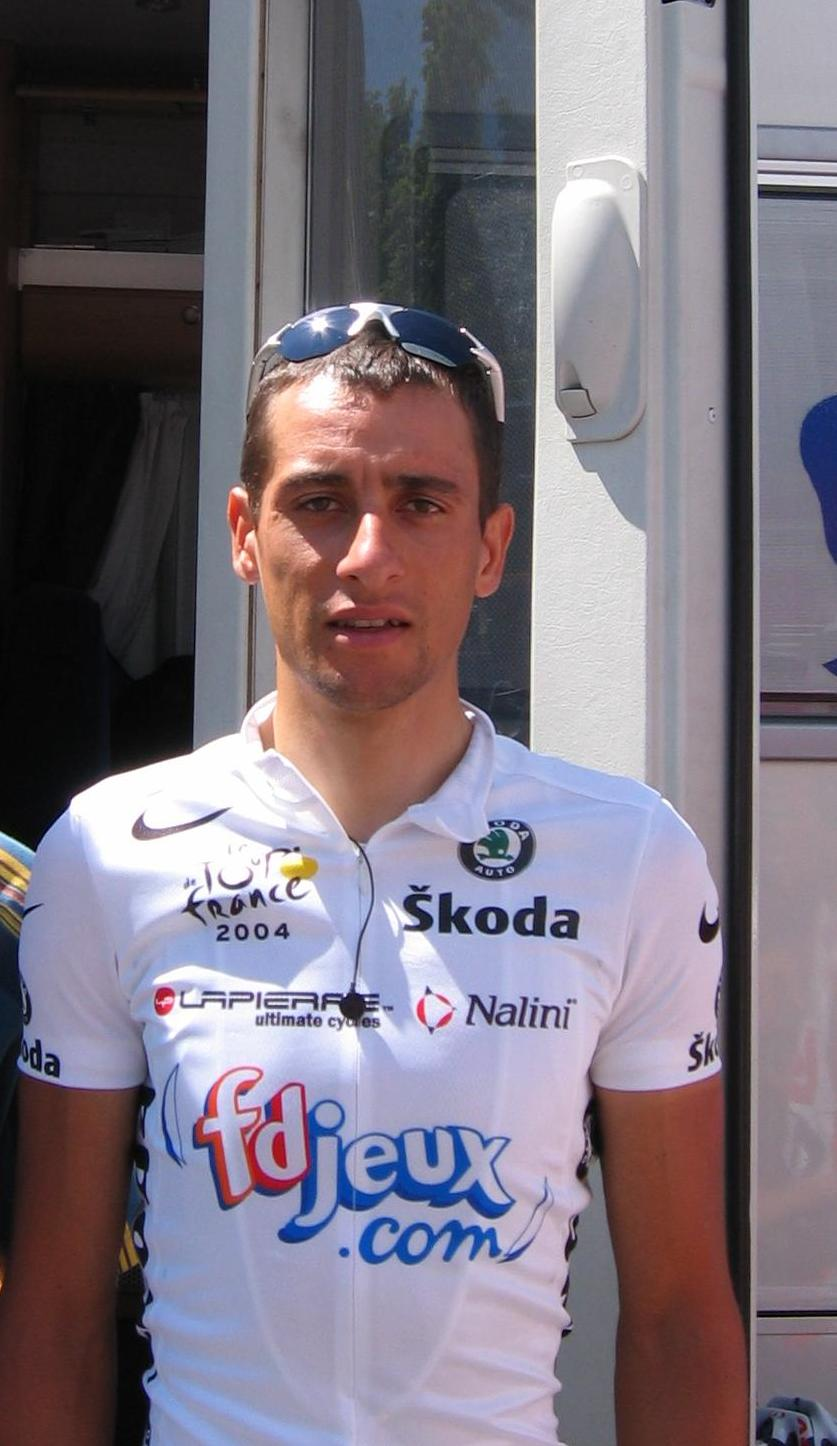
Sandy Casar

- Sandy Archibald, calciatore scozzese
- Sandy Bull, musicista statunitense
- Sandy Casar, ciclista su strada francese
- Sandy Clark, calciatore e allenatore di calcio scozzese
- Sandy Cowan, giocatore di lacrosse canadese
- Sandy Jardine, calciatore scozzese
- Sandy Jeannin, hockeista su ghiaccio svizzero
- Sandy King, criminale statunitense
- Sandy Koufax, giocatore di baseball statunitense
- Sandy Lyle, golfista scozzese
- Sandy Marton, cantante croato
- Sandy Mayer, tennista statunitense
- Sandy Moger, hockeista su ghiaccio canadese
- Sandy Paillot, calciatore francese
- Sandy Patrone, giocatore di baseball dominicano
- Sandy Pearlman, produttore discografico statunitense
- Sandy Petersen, autore di giochi statunitense
- Sandy Saddler, pugile statunitense
- Sandy Siegelstein, suonatore di corno francese statunitense
- Sandy Turnbull, giocatore di lacrosse canadese
- Sandy Wilson, compositore e paroliere britannico
- Sandy Woodward, ammiraglio britannico

## Il nome nelle arti
- Sandy Cheeks è un personaggio della serie animata SpongeBob.
- Sandy Cohen è un personaggio della serie televisiva The O.C..
- Sandy Foster è un personaggio della soap opera Sentieri.
- Sandy Olsson (anche Dumbwroski o Young) è un personaggio del musical Grease.
- Sandy Bigelow Patterson è il (e allo stesso tempo la) protagonista del film Io sono tu, che si basa sull’ambivalenza maschile-femminile del nome per un furto di identità.